# Carpinus tropicalis
Carpinus tropicalis — вид квіткових рослин з родини березових. Поширення: Сальвадор, Гватемала, Гондурас, Мексика, Нікарагуа.

## Середовище
Зростає на висотах від 1000 до 2700 метрів. Ці великі дерева, зазвичай до 20 метрів заввишки, стають панівними в лісовому полозі в каньйонах вздовж берегів струмків та прилеглих вологих схилах у високогірних гірських туманних лісах. Вони також зустрічаються у високогірних дубових, дубово-соснових та соснових лісах. У Червоній книзі мексиканських дерев хмарного лісу він занесений до категорії «майже під загрозою зникнення» через значне вирубування хмарних лісів (під назвою Carpinus caroliniana).

## Використання
Використовується як паливо для дров та деревного вугілля в Мексиці.